# 6962 Саммерсайенс
6962 Саммерсайенс (6962 Summerscience) — астероїд головного поясу, відкритий 22 липня 1990 року.
Тіссеранів параметр щодо Юпітера — 3,578.